# Tippecoa infans
Tippecoa infans är en fjärilsart som beskrevs av Dyar 1914. Tippecoa infans ingår i släktet Tippecoa och familjen mott. Inga underarter finns listade i Catalogue of Life.